# Charta di Larménius
La Charta di Larménius (o Carta di Larmenio) è un documento, giudicato un falso da alcuni storici, con il quale l'ultimo Maestro dell'Ordine dei Templari, Jacques de Molay, prima di subire la condanna al rogo nel 1314, avrebbe affidato la propria carica ad un cavaliere chiamato Jean-Marc Larménius (o de l'Armenie, in latino Johannes Marcus Larmenius). In realtà il documento non ha pretese storiche ma è solo la sequenza dei Gran Maestri appartenenti all' Ordine del Tempio succedutisi nei secoli. Attualmente si trova conservato a Londra presso il principale Tempio Massonico.
Il documento, in latino, si vuole sia stato redatto nel 1324 da questo cavaliere. Successivamente sarebbe stata via via firmata dai Maestri segreti succeduti nel tempo fino al 1705, quando vi fu il primo tentativo laico di "rifondazione" dell'Ordine da parte del nipote di Luigi XIV di Francia, Filippo, duca d'Orléans e più tardi reggente del regno di Francia. Successivamente, dopo la rivoluzione francese, nel 1804 Bernard-Raymond Fabré-Palaprat (1773-1838) dichiarò di avere scoperto i documenti che avrebbero dovuto provare la successione ininterrotta dei gran maestri templari, anche dopo la condanna al rogo di de Molay. Sulla base di queste asserzioni Pelaprat fondò nello stesso anno l'Antico e Sovrano Ordine Militare del Tempio di Gerusalemme, un'istituzione neo-cavalleresca e non massonica, nominandosi gran maestro.
La Charta inizia e termina con le seguenti parole: "Ego frater Johannes Marcus Larmenius, hierosolymitanus, Dei gratia et secretissimo venerandi santissimisque martyris supremi Templi militiae magistri (cui honos et gloria) decreto, communi fratrum concilio confirmato, super universum Templi ordinem, summo et supremo magistério insignitus, singulis has decretales litteras visuris, Salutem! Salutem! Salutem! .........Fiat sicut dixi. Fiat! Amen! Ego Johannes-Marcus Larmenius, dedi die decima tertia februari 1324."
La Charta è alla base della pretesa di molte associazioni neotemplari di discendere direttamente dall'autentico e antico Ordine dei Templari, soppresso nel 1314 da papa Clemente V con provvedimento perenne, pena la scomunica.